# Samtredia

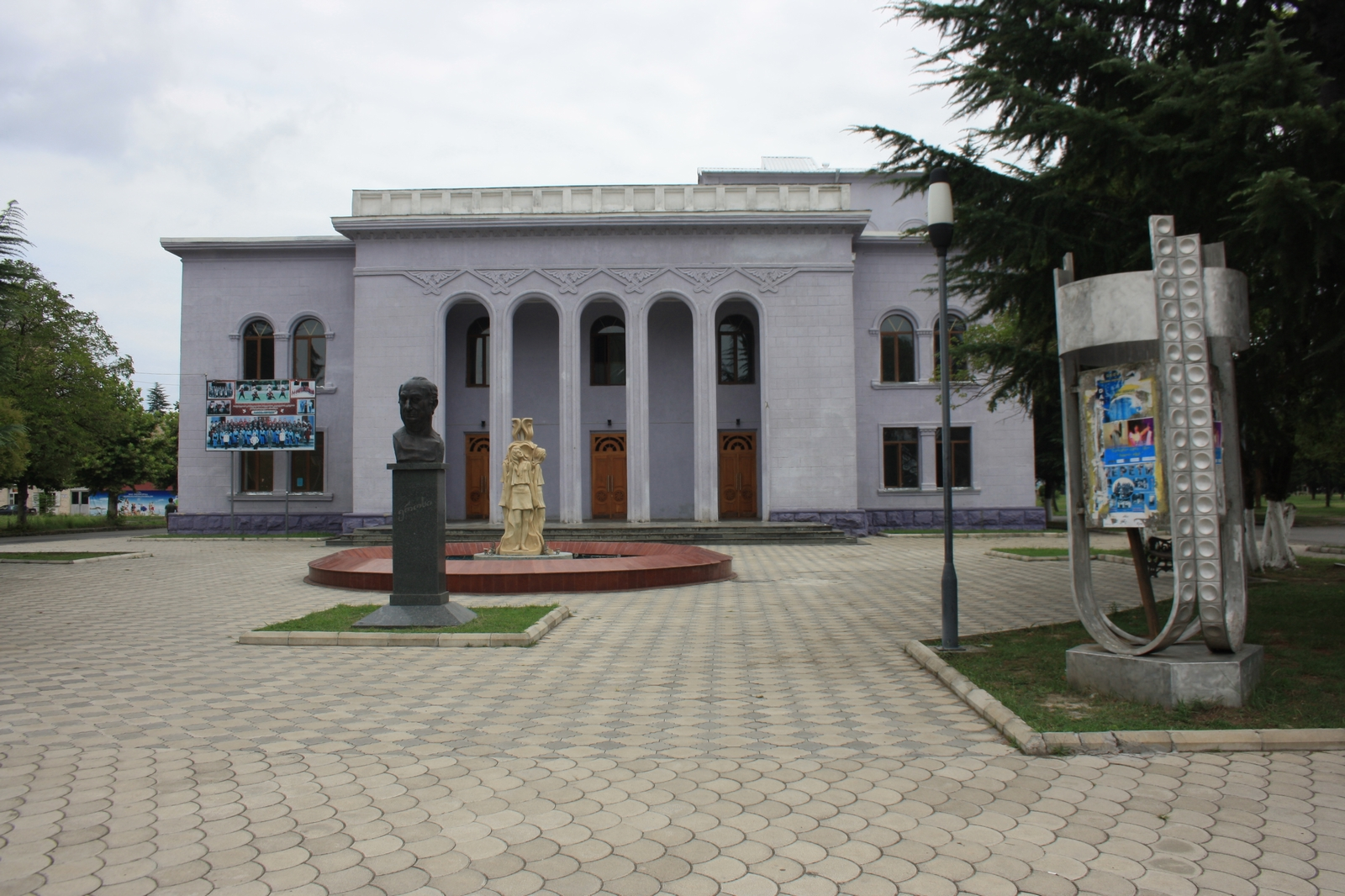
Teatr

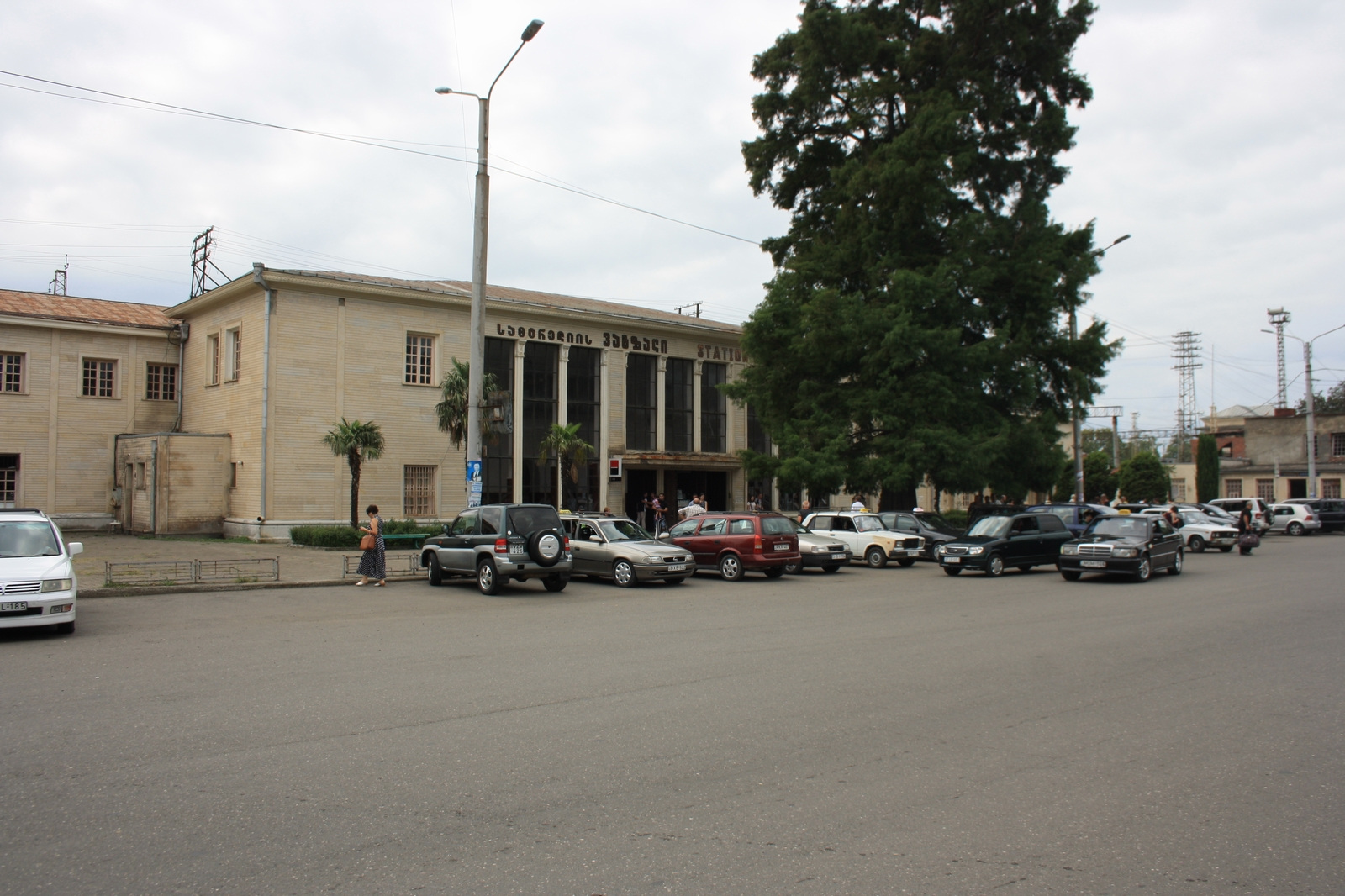
Dworzec kolejowy

Samtredia (gruz. სამტრედია) – miasto w zachodniej Gruzji, w regionie Imeretia. W mieście znajduje się fabryka czekolady, zakład przetwórstwa herbaty, zakład przetwórstwa drewna. 
Samtredia to  ważny węzeł kolejowy, przez miasto przebiegają linie kolejowe łączące Kutaisi z Zugdidi oraz Kutaisi z Batumi-Machindżauri.